# Булдовський Олександр Захарович

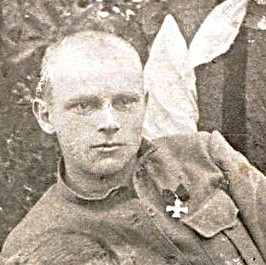
Булдовський О. З., автор фото невідомий, Диканька, Полтавська обл., кінець 1910-х років

Олександр Захарович Булдóвський (1892—1941) — учасник Полтавської капели бандуристів з 1925—1931. Арештований в перше в 1931 р. Артист Київської капели бандуристів. Співав першим тенором. Загинув у серпні 1941 р. під Києвом